# Чигринов, Иван Гаврилович
Иван Гаврилович Чигри́нов (бел. Іва́н Гаўры́лавіч Чыгры́наў; 21 декабря 1934, дер. Великий Бор Костюковичского района Могилёвский области БССР — 5 января 1996, Минск, Беларусь) — белорусский прозаик, публицист, драматург, сценарист. Лауреат Государственной премии БССР (1974). Член СП СССР (1964), Народный писатель Беларуси (1994).

## Биография
Иван Чигринов родился 21 декабря 1934 года в деревне Великий Бор Могилёвской области Белорусской ССР в семье председателя сельсовета. В детстве пережил Великую Отечественную войну, на которой потерял отца. После окончания Великоборской семилетней школы продолжил обучение в средней школе Самотевичей, находившейся за восемь километров от дома.
В 1952 году поступил на отделение журналистики филологического факультета Белорусского государственного университета имени В. И. Ленина. После окончания университета, с 1957 по 1962 годы работал в издательстве АН БССР.
С 1965 года редактор отдела публицистики журнала «Полымя». В 1973 году вступил в КПСС. С 1975 года заместитель начальника, а с 1976 — секретарь правления Союза писателей БССР.
С 1986 года депутат ВС БССР. С 1987 года — председатель правления Белорусского отделения Советского фонда культуры. В 1988 году входил в состав Государственной комиссии по расследованию советских преступлений в Куропатах. С 1989 года — главный редактор журнала «Спадчына».
Скончался 5 января 1996 года. Похоронен в Минске на Восточном (Московском) кладбище.

### Семья
Был женат, есть две дочери — Татьяна и Елена.

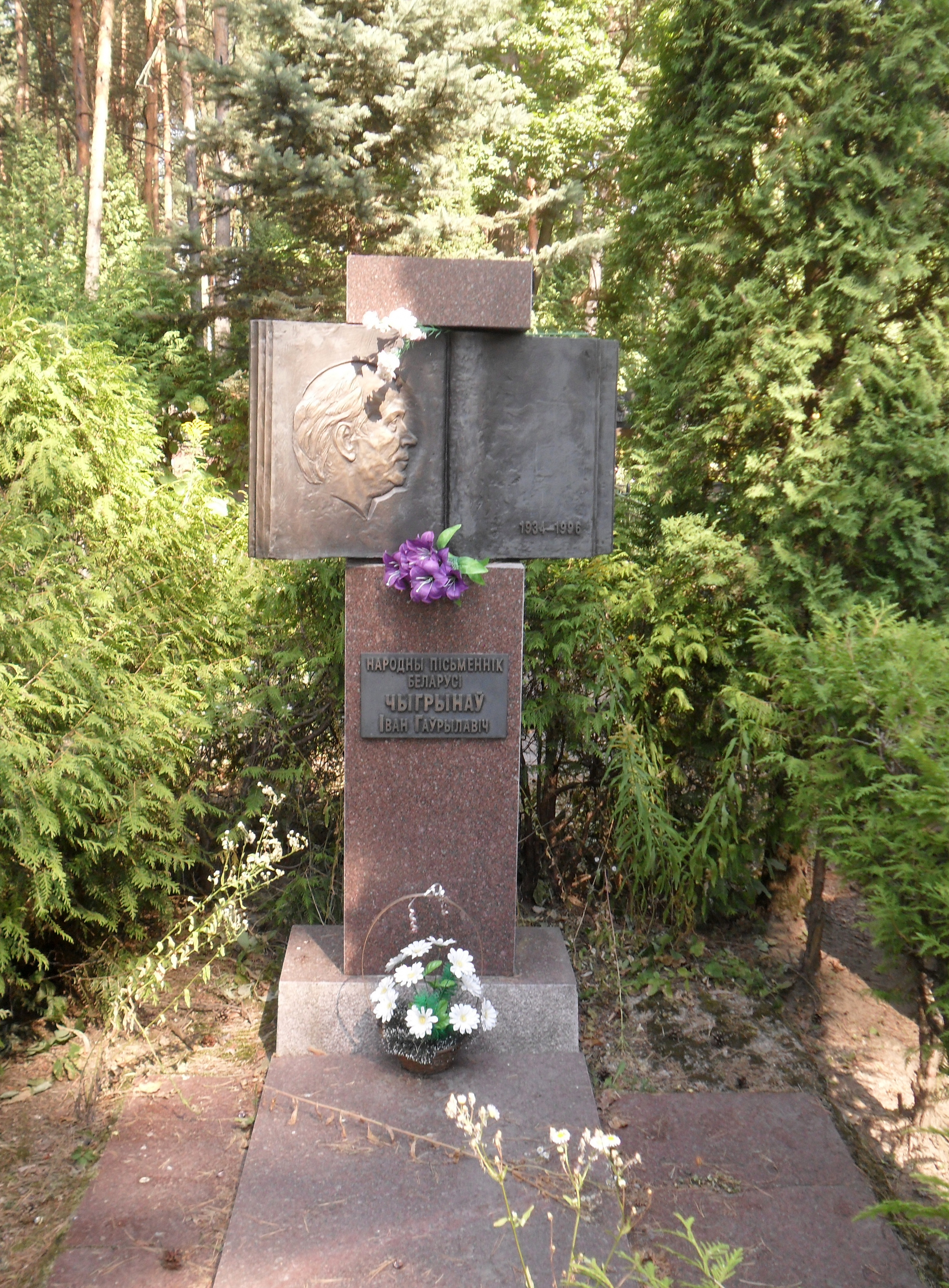
Могила Чигринова на Восточном кладбище Минска.

## Творчество
Впервые начал писать и публиковать стихи в республиканской прессе ещё в школе, находился под влиянием творчества Аркадия Кулешова. Как прозаик дебютировал в 1958 году в молодёжной газете «Чырвоная змена».
Первые сборники рассказов посвящены жизни и труду советских людей, героике и последствиям прошедшей войны. Романная трилогия «Плач перепёлки» (бел. Плач перапёлкі; 1972), «Оправдание крови» (бел. Апраўданне крыві; 1977) и «Свои и чужие» (бел. Свае і чужыя; 1982) передаёт драматизм событий и человеческих судеб в начале Великой Отечественной войны.
Принимал участие в создании шестисерийного телевизионного фильм о минском партийном подполье «Руины стреляют...». Кроме того, в 1990 году Игорь Добролюбов снял девятисерийный фильм «Плач перепёлки» по одноимённому роману Чигринова. Также по некоторым произведениям поставлены спектакли.
Писателем были переведены на белорусский язык пьесы «На дне» М. Горького и «Оптимистическая трагедия» В. В. Вишневского. Чигринов заявил о себе также и в области критики, публицистики, литературоведения. Его авторству принадлежит ряд книг и статей по данной тематике. Написал монографию об этнографе и фольклористе Н. Я. Никифоровском.

### Сборники прозы
- бел. «Птушкі ляцяць на волю» («Птицы летят на волю») (1965)
- бел. «Самы шчаслівы чалавек» («Самый счастливый человек») (1967)
- бел. «Ішоў на вайну чалавек» («Шёл на войну человек») (1973)
- бел. «Ці бываюць у выраі ластаўкі?» («Бывают ли ласточки в раю?») (1983)

### Романы
- бел. «Плач перапёлкі» («Плач перепёлки») (1972)
- бел. «Апраўданне крыві» («Оправдание крови») (1977)
- бел. «Свае і чужыя» («Свои и чужие») (1984)
- бел. «Вяртанне да віны» («Возвращение к вине») (1992)
- бел. «Не ўсе мы згінем» («Не все мы умрём») (1996)

### Пьесы
- бел. «Дзівак з Ганчарнай вуліцы» («Чудак с Гончарной улицы») (1986)
- бел. «Следчая справа Вашчылы» («Следственное дело Ващилы») (1988)
- бел. «Чалавек з мядзвежым тварам» («Человек с медвежьим лицом») (1988)
- бел. «Звон — не малітва» («Звон — не молитва») (1988)
- бел. «Толькі мёртвыя не вяртаюцца» («Только мёртвые не возвращаются») (1989)
- бел. «Ігракі» («Игроки») (1989)
- бел. «Прымак» («Примак») (1994)

### Книги критики и публицистики
- бел. «Новае ў жыцці, новае ў літаратуры» («Новое в жизни, новое в литературе») (1983)
- бел. «Паміж сонцам і месяцам» («Между солнцем и луной») (1994)

### Избранное
- бел. «Выбраныя творы : У 3 т.» («Избранные сочинения: В 3 т.») (1984)
- бел. «Выбраныя творы» («Избранные сочинения») (2008)
- бел. «Выбраныя творы» («Избранные сочинения») (2013)

## Сценарии
- 1972 «Руины стреляют…» (совместно с И. Г. Новиковым) (реж. В. П. Четвериков, Беларусьфильм)
- 1990 «Плач перепёлки» (реж. И. М. Добролюбов, Беларусьфильм)

## Признание

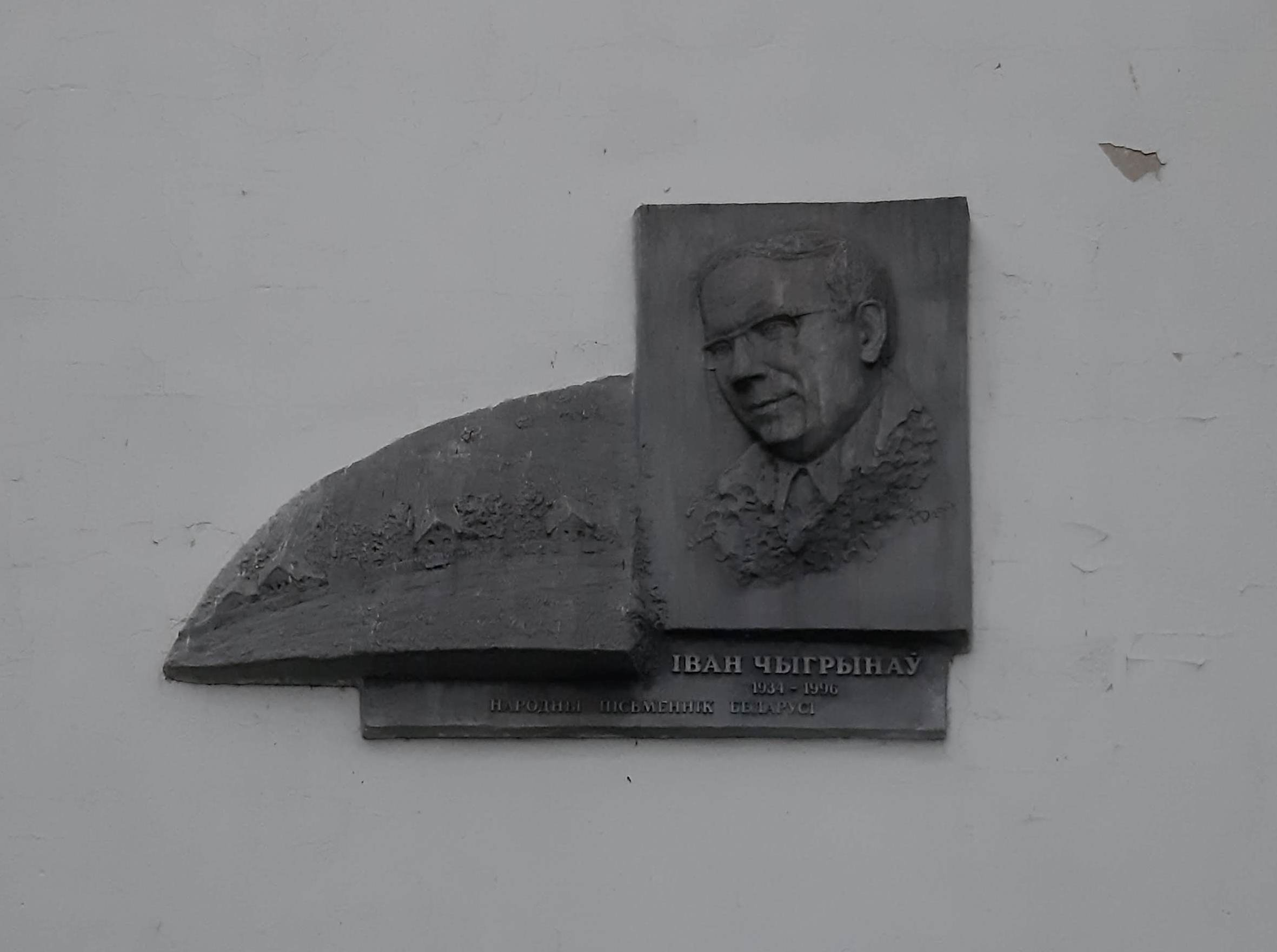
Мемориальная доска в Могилёве

- 1974 — Государственная премия БССР как соавтор сценария фильма «Руины стреляют».
- 1979 — СП СССР и ГлавПУ за романы «Плач перепёлки» и «Оправдание крови» наградили Чигринова серебряной медалью имени А. Фадеева.
- 1984 — Орден Дружбы народов[9] (16.11.1984) — за заслуги в развитии советской литературы и в связи с 50-летием образования Союза писателей СССР.
- 1992 — Медаль Франциска Скорины[10] — за высокие достижения в деле национального возрождения, пропаганде культурного наследия белорусского народа.
- 1994 — Народный писатель Беларуси[2] — за большой вклад в развитие белорусской художественной литературы, плодотворную общественную деятельность.
- 1996 — Имя Ивана Чигринова присвоено Костюковичской центральной библиотеке[11].
- 2003 — Открыта мемориальная доска в Могилёве, на здании средней школы № 6, которая находится на улице Чигринова[12].

Мемориальная доска на доме № 29 по улице Плеханова в Минске, в котором жил И. Г. Чигринов.
Также Чигринову присвоено звание Почётного гражданина города Костюковичи. Проводятся выставки, посвящённые творчеству писателя.
Имя И. Чигринова присвоено улицам в Могилёве (улица Спортивная переименована в улицу И. Г. Чигринова), Костюковичах, аг. Крапивня (Костюковичский район).

## В кинематографии
Писателю посвящён документальный фильм «Иван Чигринов» (1994, режиссёр Станислав Гайдук).